# Dreadnought (motorfiets)
Dreadnought is een Brits historisch merk van motorfietsen.
De bedrijfsnaam was: W.A. Lloyd Cycles Ltd., Clyde Works, Birmingham, later Suley Squire Ltd., Wivenhoe, Essex.
Lloyd was tevens eigenaar van de merken Quadrant, De Luxe en LMC. Bij Dreadnought produceerde hij motorfietsen met het 269cc-Villiers-motorblok. De productie begon in 1915 en Dreadnought was een van de weinige merken die de Eerste Wereldoorlog overleefden. Hoewel er in 1921 nog een nieuw model zonder versnellingsbak werd uitgebracht, verdween het in 1925 van de markt.